# Karol Fryderyk von Zehmen
Karol Fryderyk von Zehmen (ur. 3 kwietnia 1720 w Aurach, zm. 13 grudnia 1798) – niemiecki duchowny rzymskokatolicki, biskup pomocniczy warmiński.

## Życiorys
Urodził się w Bawarii. 12 maja 1743 otrzymał święcenia diakonatu, a 8 czerwca 1743 prezbiteriatu.
22 kwietnia 1765 papież Klemens XIII prekonizował go biskupem pomocniczym warmińskim oraz biskupem in partibus infidelium letijskim. 8 września 1765 przyjął sakrę biskupią z rąk biskupa chełmińskiego Andrzeja Ignacego Baiera. Współkonsekratorami byli biskup warmiński Adam Stanisław Grabowski oraz biskup pomocniczy chełmiński Fabian Franciszek Pląskowski.